# So Excited
So Excited è un singolo della cantautrice statunitense Janet Jackson, pubblicato il 28 agosto 2006 come secondo e ultimo estratto dal nono album in studio 20 Y.O. su etichetta Virgin Records.

## Descrizione
La canzone, che vede un featuring della rapper Khia, è stata scritta da Jackson, Jermaine Dupri, James Phillips, Johntá Austin, il duo James Harris III e Terry Lewis e Khia Chambers, con Herbie Hancock, Michael Beinhorn e Bill Laswell che hanno anche ricevuto crediti per la scrittura del brano avendo il brano un campionamento della canzone Rockit del 1983 di Hancock. La produzione di So Excited è stata gestita da Dupri, LRoc, Jam, Lewis e Jackson. So Excited è musicalmente una canzone hip-hop e dance che esprime in modo lirico la sottomissione di una donna al suo amante.

## Video musicale
Il video musicale per la canzone è stato diretto da Joseph Kahn. Nel video, grazie a degli effetti speciali, i vestiti della Jackson e delle sue ballerine scompaiono ogni volta che queste si coprono il seno durante una complessa routine di danza. Le immagini ironizzavano sull'incidente del nipplegate avvenuto nel 2004 al Super Bowl XXXVIII, quando la Jackson rimase con un seno nudo scoperto in mondovisione, per il quale venne pesantemente criticata dai media americani e a causa del quale la sua musica e i suoi video vennero boicottati da molte radio e canali televisivi musicali statunitensi.

## Tracce
CD singolo (Europa)
Testi e musiche di Jermaine Dupri, James Phillips, Johntá Austin, James Harris III, Terry Lewis, Khia Chambers, Herbie Hancock, Michael Beinhorn e Bill Laswell.
1. So Excited (Album Version) – 3:15
2. So Excited (Junior Vasquez Club Remix) – 7:17
3. So Excited (Bimbo Jones Club Remix) – 7:13
4. So Excited (Video) – 3:22 – diretto da Joseph Kahn

## Successo commerciale
Il singolo non ebbe grande successo sulla Billboard Hot 100 degli Stati Uniti, raggiungendo solo la posizione numero 90, ma è riuscito a diventare il diciassettesimo numero 1 della Jackson nella classifica Hot Dance Club Play di Billboard e ha avuto successo anche in Europa, entrando tra le prime dieci e le prime venti posizioni in paesi quali Finlandia, Belgio e Spagna.

## Classifiche
| Classifiche (2006)        | Posizione massima |
| ------------------------- | ----------------- |
| Belgio (Fiandre)          | 5                 |
| Belgio (Vallonia)         | 14                |
| Finlandia                 | 9                 |
| Italia                    | 37                |
| Spagna                    | 13                |
| Stati Uniti               | 90                |
| Stati Uniti (dance/club)  | 1                 |
| Stati Uniti (R&B/Hip-Hop) | 34                |